# Sarí
Sarí (en mazandaraní y persa, ساری —transliterado Sâri—) es la capital de la provincia de Mazandarán, ubicada en el norte de Irán, entre las laderas septentrionales de los montes Elburz y la costa meridional del mar Caspio. Su población está calculada en 261 293 habitantes en 2006. La ciudad fue fundada durante el período sasánida. Es uno de los centros recreativos y deportivos de Irán. La palabra Sarí procede de Sarouyeh, hijo de Farján, el Grande, rey de Tabaristán. Sarí es uno de los principales lugares de ocio y deportes de Irán.

## Localización
Sarí limita al norte con el mar de Mazandarán; al nordeste con Neka, al sudoeste con Qa'emshahr (anteriormente conocida como Shahi), al noroeste con Juybar, y con Kiyasar, Shahmirzad y Semnán al sur.

## Historia

### Historia antigua
Las excavaciones en la caverna de Hutto y en la de Karmanbad muestran la existencia de asentamientos alrededor de Sarí que se remontan a 75 000 años a. C. Descubrimientos (entre los que están tres esqueletos humanos) han revelado el estilo de vida del hombre primitivo en tres períodos relacionados con la Edad de Piedra.
El historiador musulmán Hamdollah Mostowfi atribuye la fundación de Sarí al rey Tahmoures Divband de la dinastía pishdadí. Ferdousí menciona el nombre de la ciudad en Shahnameh en la época de Fereydun y Manuchehr cuando Manuchehr regresa a la capital de Fereydun, Tamisheh en Mazandarán, después de su victoria sobre Salm y Tur:
ز درياي گيلان چون ابر سياه......................  دمادم به ساري رسيد آن سپاه 

چو آمد بنزدیک شاه آن سپاه..........................فریدون پذیره بیامد براه 
A partir de estas evidencias y otras similares del Shahnameh, los nativos de Sarí tienen una leyenda que la ciudad fue poblada cuando Kaveh, nativo de la ciudad, se revolvió contra la tiranía de Zahak. Después de tal éxito, Fereydun de Pishdadi, sintiéndose en deuda con Kaveh, eligió esta ciudad para poder vivir cerca de él hasta su muerte. Por esta razón, cuando Turaj y Salam asesinaron a Iraj (hijo de Fereydun), le enterraron aquí. 
La mayor parte de la gente considera que Sarí fue fundada sistemáticamente como ciudad por Espahbod Tous-e Nouzar (bisnieto de Fereidún). Sin embargo, los historiadores griegos se remontan a al menos el siglo VI a. C. (Dinastía aqueménida) cuando la documentan como Zadrakarta (nombre persa Sadrakarta), que luego fue destruida por Alejandro Magno. Después de esto, reconstruyó la ciudad, y la renombró Syrinx, el nombre de uno de sus generales. La ciudad llegó a ser nuevamente capital de la región durante la dinastía sasánida.

### Capital de los gobernantes locales de Tabaristán
En el siglo VII, Farján el grande la reconstruyó de nuevo, y le puso el nombre de "Saruyeh", el nombre de su hijo. Sarí se convirtió en la capital de Tabaristán en ese siglo.
Después de ataques de los mongoles, los tártaros, los turcos y los uzbecos, la ciudad perdió su alto estatus y fue periódicamente reducida a escombros.

### Integración en la administración nacional
Debido a que la madre del sah Abás I era de Behshahr (Ashraf), él incluyó Mazandarán en su imperio, y fundó Farahabad como su capital alternativa de Persia en el norte de la ciudad y creó los jardines en Ashrafi.

Después de la dinastía safávida, no hay evidencias de ningún acontecimiento notable en Sarí.

### Anterior capital de irán
El 21 de marzo de 1782, Aga Muhammad Kan proclamó Sarí como su capital imperial. Sarí era el lugar de guerras locales en aquellos años, lo que llevó a transferir la capital de Sarí a Teherán por Fath Alí.

### SigloXX
Sin duda, los cambios más profundos e importantes en la ciudad, tuvieron lugar durante el reinado de Mohammad Reza Pahlevi, época de la que proceden la estación de ferrocarril, la mayor parte de las calles y los edificios gubernamentales.
Durante la Segunda Guerra Mundial, la ciudad fue ocupada por el Ejército Rojo de la Unión Soviética, aunque la abandonó tras finalizar la guerra.
La población de Sarí cambió profundamente tras la Revolución iraní de 1979. Durante la guerra de Irán-Irak, la ciudad alojó a algunos refugiados de guerra, muchos de los cuales permanecieron acabada la guerra.

## Economía

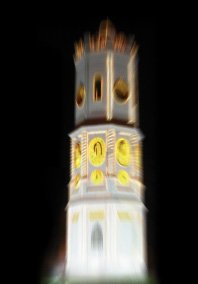
Torre del Reloj, en Sarí.

La economía de Sarí está basada en la producción alimenticia, con productos como arroz, yogur, doogh (una bebida de yogur), carne en conserva, aceite de semillas, y la exportación de frutas, especialmente naranjas y limones.
Algunas industrias de Sarí, como el algodón y la industria del papel y empresas de electrónica, son famosas en Oriente Medio.
Los precios de los inmuebles varían mucho, lo que permite la accesibilidad a la vivienda, dependiendo de las zonas. Los precios del metro cuadrado en las viviendas pueden llegar a ser 50 veces mayor en el centro que en los suburbios.
Los visitantes que acuden a la ciudad visitan la Torre del Reloj, en la Plaza del Reloj (Meydan-e-Sa'at) ubicada en el centro de Sarí, que se ha convertido en su más famosa referencia. Sarí contiene también las tumbas de los líderes musulmanes Yahya y Zayn Al-Abedin, Emamzade-ye Abbas y Shazdeh Hussein del siglo XV.

## Clima
Sarí dispone de un clima subtropical húmedo, con una influencia del mediterráneo (Csa), más moderado que otras ciudades de Mazandarán. Con más días de sol que la mayor parte de ellas. Las lluvias primaverales también suelen ser más abundantes. Sin embargo, recientemente ha decaído la pluviosidad de Sarí.
| Parámetros climáticos promedio de Mahdasht, Sari                | Parámetros climáticos promedio de Mahdasht, Sari | Parámetros climáticos promedio de Mahdasht, Sari | Parámetros climáticos promedio de Mahdasht, Sari | Parámetros climáticos promedio de Mahdasht, Sari | Parámetros climáticos promedio de Mahdasht, Sari | Parámetros climáticos promedio de Mahdasht, Sari | Parámetros climáticos promedio de Mahdasht, Sari | Parámetros climáticos promedio de Mahdasht, Sari | Parámetros climáticos promedio de Mahdasht, Sari | Parámetros climáticos promedio de Mahdasht, Sari | Parámetros climáticos promedio de Mahdasht, Sari | Parámetros climáticos promedio de Mahdasht, Sari | Parámetros climáticos promedio de Mahdasht, Sari |
| Mes                                                             | Ene.                                             | Feb.                                             | Mar.                                             | Abr.                                             | May.                                             | Jun.                                             | Jul.                                             | Ago.                                             | Sep.                                             | Oct.                                             | Nov.                                             | Dic.                                             | Anual                                            |
| --------------------------------------------------------------- | ------------------------------------------------ | ------------------------------------------------ | ------------------------------------------------ | ------------------------------------------------ | ------------------------------------------------ | ------------------------------------------------ | ------------------------------------------------ | ------------------------------------------------ | ------------------------------------------------ | ------------------------------------------------ | ------------------------------------------------ | ------------------------------------------------ | ------------------------------------------------ |
| Temp. máx. abs. (°C)                                            | 30.2                                             | 31.2                                             | 35.0                                             | 37.0                                             | 39.0                                             | 44.0                                             | 39.0                                             | 40.5                                             | 39.0                                             | 38.0                                             | 34.0                                             | 30.0                                             | 44.0                                             |
| Temp. máx. media (°C)                                           | 11.9                                             | 11.9                                             | 14.0                                             | 20.9                                             | 25.2                                             | 29.2                                             | 31.2                                             | 31.2                                             | 28.5                                             | 24.1                                             | 19.0                                             | 14.4                                             | 21.8                                             |
| Temp. mín. media (°C)                                           | 3.3                                              | 3.4                                              | 5.0                                              | 9.4                                              | 13.8                                             | 17.8                                             | 20.7                                             | 21.2                                             | 18.6                                             | 13.8                                             | 9.3                                              | 5.2                                              | 11.8                                             |
| Temp. mín. abs. (°C)                                            | -2.5                                             | -5.0                                             | -3.5                                             | 1.0                                              | 2.0                                              | 4.0                                              | 8.5                                              | 10.0                                             | 2.5                                              | 0.0                                              | -2.0                                             | -5.0                                             | -5.0                                             |
| Precipitación total (mm)                                        | 105.2                                            | 91.5                                             | 100.6                                            | 60.5                                             | 53.2                                             | 36.2                                             | 35.5                                             | 58.8                                             | 88.9                                             | 98.1                                             | 104.4                                            | 114.4                                            | 947.3                                            |
| Días de lluvias (≥ 1 mm)                                        | 8                                                | 8                                                | 10                                               | 7                                                | 6                                                | 4                                                | 5                                                | 6                                                | 7                                                | 7                                                | 7                                                | 8                                                | 83                                               |
| Humedad relativa (%)                                            | 77                                               | 76                                               | 76                                               | 72                                               | 69                                               | 66                                               | 66                                               | 70                                               | 73                                               | 75                                               | 76                                               | 76                                               | 72.7                                             |
| Fuente: Iranian Meteorological Organization (IMO) Junio de 2011 |                                                  |                                                  |                                                  |                                                  |                                                  |                                                  |                                                  |                                                  |                                                  |                                                  |                                                  |                                                  |                                                  |

## Distritos
Actualmente, Sarí contiene las siguientes secciones principales:

Azad Goleh, Bagher Abad, Booali & Posht-e-Hotel (ambos ubicados en Pasdaran Blvd.), Barbari Mahalleh, Bazaar-e Nargesiyeh, Bazaar-e Rooz, Chenar-Bon, Gol-Afshan, Golma, Kooy-e Azadi, Kooy-e DadGostari, Kooy-e Daneshgah, Kooy-e Djahad, Kooy-e Golha, Kooy-e-Karmandan, Kooy-e Mahyar, Kooy-e MirSarorozeh, Kooy-e Qelich, Lesani, Mehdi-Abad, Mirza-Zamani, Na'l-Bandan, No-Tekiyeh, Peyvandi, Pir Tekiyeh, Pol-e Gardan, Posht-e Nim-e Shaban, Posht-e Zendan, Rahband-e Dokhaniyat, Rahband-e Sangtarashan, Sang, Sari Kenar, Sarvineh Bagh, Seyyed AlShohada, Shafa, Shahband, Shazdeh Hossein, Shekar Abad, Tabaristan, Tavakkoli, Torki Mahalleh, Torkmen Mahalleh, etc. 
La antigua estructura de la ciudad de Sarí cambió a principios de la era Pahlavi, y así nuevas avenidas y calles en el centro de la ciudad datan de esa época. En la época de la dinastía Kayar, Sarí tenía famosos barrios identificados de la siguiente manera:
Afghoun Mahalleh, Bahar Abad, Balouchi Kheyl, Balouchi Mahalleh, Birameter (Bahram-Ottor), Chaleh Bagh, Dar Masdjed, Isfahouni Mahalleh, Kohneh Baq Shah, Kurd Mahalleh, Mir Mashad Mahalleh, Mir Sar Rozeh, Na'l Bandan, Naqareh Khaneh, Ossanlou Mahalleh, Paay-e Chenar, QelichLi Mahalleh, Sabzeh Meydan, Shazdeh Hossein, Shepesh Koshan, Shishehgar Mahalleh. 

## Códigos telefónicos de la región
El código de la región de Sarí es 151 (+98151 fuera de Irán). También Sarí tiene códigos de región internos conforme se muestra abajo, tres dígitos son el comienzo de los números de siete dígitos (por ejemplo, 221-xxxx):
| 22 System | Sistema 23 | Sistema 24 | Sistema 32                   | Sistema 34 - 37                | Sistema 38                             |
| 221 Centro (2003)D | 233        | 243        | 321 Norte del Centro (2004)A | 340 Noreste del Centro (2006)D | 381                                    |
| 222 Centro (Primero) D | 234        | 244        | 322 Extremo Sur (2005)D      |                                | 382                                    |
| 225 Noreste del Centro (2005)D | 235        | 245        | 323 Sur del Centro (2002)D   |                                | 383 Área Industrial primaria de Sarí D |
| 223 Suroeste del Centro (2000)D | 236        | 246        | 324 Norte del Centro (1997)D |                                | 384 Dangesarak, Koula A                |
| 227 Extremo Oeste (2002)D | 237        | 247        | 325 Norte del Centro (1998)D |                                | 385                                    |
| | 238        | 248        | 326 Oeste del Centro (2003)D |                                | 387                                    |
| |            |            | 328 Extremo Este (2000)A     |                                | 388 Industrias madereras               |
| * Los números en paréntesos muestran el año en que la oficina de teléfonos fue establecida. D = Sistema digital, A = Sistema analógico |            |            |                              |                                |                                        |

## Población
La densidad de población en algunos barrios del centro (por ejemplo: Mirza-zamani, Peyvandi, Sang) es de más de 20 000 habitantes por kilómetro cuadrado. La población de Sarí ha crecido espectacularmente en el último medio siglo, multiplicándose por 10 desde 1950. Antes de 1950, la población de la ciudad durante el verano era mayor que en el invierno. Esto influía en las mediciones, pues las estimaciones hechas en el verano podían ser inadecuadas.
| 21 000             | 19 000 | 20 000 | 15 000 | 9000 | 15 500 | 16 000 | 16 100 | 25 000 | 35 000 | 26 278 | 44 547 | 70 753 | 141 020 | 195 882 | 262 627 |
| (Fuente: INDEC-in) |        |        |        |      |        |        |        |        |        |        |        |        |         |         |         |

## Gente y cultura
Los residentes se conocen como saravis o sariyanos. La población es una mezcla de nativos mazandaraníes, persas, turcos, kurdos, afganos, beluchos y turcomanos. Hay muchos de habitantes extranjeros, incluyendo alemanes, japoneses, rusos y árabes trabajando o haciendo negocios. Actualmente no se identifican las vecindades por la etnia de sus habitantes, pero sí ocurría así en la época Kayar. Históricamente, algunas zonas fueron etiquetadas como la casa de inmigrantes del Kurdistán, Afganistán, Beluchistán. Sarí, como otras regiones de Irán septentrional, es bien conocida por su hospitalidad. La mayor parte de los residentes hablan mazandaraní y el dialecto saravi. Sarí solía albergar georgianos, armenios y zoroastrianos, pero actualmente su porcentaje dentro de la población es bajo. Se hablan idiomas locales en algunos barrios, pero casi todo el mundo entiende y usa el persa como segundo idioma.

## Transporte

### Cómo llegar

#### Por aire
Sarí es servido por el Aeropuerto Internacional de Dasht-e Naz, que se encuentra en el noreste de la ciudad. Tiene cuatro vuelos diarios en verano y seis semanales en otras estaciones planificados hacia y desde Teherán (coste: $20 USD). También, tiene destinos por aire semanales a Mashhad y Jeddah. Destinos estacionales son Isfahán, la isla de Kish y a veces otras ciudades, dependiendo de la demanda. Los billetes deben reservarse con una semana de antelación.

#### Por ferrocarril
La ciudad conecta con Gorgan y Teherán por los Ferrocarriles Shomal, puesto que está en un ramal principal de la vía férrea de Irán. La estación de Sarí es la primera estación de ferrocarril moderna de la ciudad y data de la dinastía Pahlavi. Actualmente, hay tres grandes trenes de pasajeros (Tren Exclusivo de Sarí, n.º 220 y n.º 221) cotidianos a Sarí. Si se viaja desde Sarí a Teherán, se puede usar el tren de Gorgan, que pasa por la tarde. Sólo los mayores trenes expresos tienen anuncios en inglés, pero este tren sí. La tarifa es de $3,5 USD, y el viaje lleva 7 horas (Teherán-Sarí) o 7 1/2 horas (Sari-Teherán), porque el viaje es a través de montañas. Durante más de 60 años, el tren exclusivo de Sarí ha llegado alrededor de las 4 de la tarde.

#### Por barco
El puerto de Amir Abad se encuentra en la costa sur del mar Caspio.

#### Por auto
Las carreteras locales han sido bien desarrolladas después de la Guerra Irán-Irak. La región de Sarí contiene la autovía 62w, que tiene la salida de Qa'emshahr y 62e, que tiene la salida de Neka.

#### Por bus
Hay cinco terminales de bus, pero solo uno, la terminal Dowlat, es popular. Las otras sirven ciudades que se encuentran a 150 kilómetros de Sarí: Gorgan, Nowshahr y Chaloos, Kiyasar, etc.

|                                                                             | Por tren |                            |                                                                  |                                                                  |                                                                  |
| Gorgan                                                                      | 153 km*  | 138 km                     | Neka, Behshahr, Gaz, Nokandeh, Gorgan                            | Neka, Behshahr, Gaz, Nokandeh, Gorgan                            | Neka, Behshahr, Gaz, Nokandeh, Gorgan                            |
| Bojnourd                                                                    | -----    |                            | Behshahr, Gorgan, Minoodasht, Ashkhaneh, Bojnourd                | Behshahr, Gorgan, Minoodasht, Ashkhaneh, Bojnourd                | Behshahr, Gorgan, Minoodasht, Ashkhaneh, Bojnourd                |
| Mashad                                                                      | 1152 km* | 730 km                     | Behshahr, Gorgan, Bonjnourd, Quchan, Mashad                      | Behshahr, Gorgan, Bonjnourd, Quchan, Mashad                      | Behshahr, Gorgan, Bonjnourd, Quchan, Mashad                      |
|                                                                             |          |                            |                                                                  |                                                                  |                                                                  |
| Babol                                                                       | Babol    | 45 km*                     | Qa'emshahr, Babol                                                | Qa'emshahr, Babol                                                | Qa'emshahr, Babol                                                |
| Nowshahr                                                                    | Nowshahr | 170 km                     | Jouybar, Babolsar, Fereydoon Kenar, Nour, Royan, Nowshahr        | Jouybar, Babolsar, Fereydoon Kenar, Nour, Royan, Nowshahr        | Jouybar, Babolsar, Fereydoon Kenar, Nour, Royan, Nowshahr        |
| Lahidjan                                                                    | Lahidjan |                            | Babolsar, Nour, Nowshahr, Shahsavar, Ramsar, Chaboksar, Lahidjan | Babolsar, Nour, Nowshahr, Shahsavar, Ramsar, Chaboksar, Lahidjan | Babolsar, Nour, Nowshahr, Shahsavar, Ramsar, Chaboksar, Lahidjan |
|                                                                             |          |                            |                                                                  |                                                                  |                                                                  |
|                                                                             | Por tren | Via carretera de Savadkooh | Via carretera de Kiasar                                          | Via carretera de Azadshahr                                       | Via carretera de Haraz                                           |
| Teherán                                                                     | 354 km*  | 270 km*                    | -----                                                            | -----                                                            | 245 km                                                           |
| Semnán                                                                      | 354 km*  |                            |                                                                  | -----                                                            | -----                                                            |
| Shahroud                                                                    | 555 km*  |                            |                                                                  |                                                                  | -----                                                            |
|                                                                             |          |                            |                                                                  |                                                                  |                                                                  |
| * indica que el destino es realmente más cerca que los kilómetros indicados |          |                            |                                                                  |                                                                  |                                                                  |

### Desplazarse
El trazado de la ciudad lleva al uso de Taxis. Hay una amplia variedad de sistema de taxis, incluyendo taxis de ceremonia, taxis sin cables, taxis de aeropuerto o estación de ferrocarril y taxis de teléfono. Los autobuses de la ciudad son también populares porque conectan los suburbios de Sarí con el centro de la ciudad, y la mayor parte de la población vive en los suburbios. Aunque los peatones deben tener cuidado al cruzar la calle, Sarí es seguro para los peatones incluso de noche.

## Exteriores
Sarí es suave y agradable. La mayor parte de los lugares de interés están señalados debajo:

- Costa de Farah Abad
- Costa de Gohar Baran
- Costa de Darya Kenar
- Costa de Khezer Shahr
- Pueblo turístico de Dehkadeh Aramesh
- Parque del río Tajan
- Parque forestal de Zare'
- Parque forestal Salardareh
- Parque nacional de Dasht-E-Naaz
- Ruta de senderismo Pol-e-Gardan
- Lago Nemashoun
- Lago Lak-Dasht
- Lago Soleyman-Tangeh
- Colina Bam-e-Shahr (ofrece una gran vista panorámica de la ciudad)
- Qor-Maraz (balneario natural, Neka)

## Universidades
A diferencia de hoy en día, Sarí fue en el pasado una de las ciudades más cultas enm la historia de Irán. El conocimiento científico de los saravis se resaltó a lo largo de la historia y está documentado por Pietro Della Valle y otros famosos visitantes. Hoy, las universidades existentes son las siguientes: 
- Universidad de Agricultura
- Universidad Mazandaraní de Ciencias Médicas (MazUMS)
- Universidad de Ciencias Naturales
- Universidad Islámica Azad de Sarí
- Universidad de Tecnología Imán Muhammad Bagher
- Universidad Sarian de Arte y Arquitectura
- Universidad Payam-e-Noor
- Universidad de Técnica e Ingeniería (Jalil Moqadam)
- Universidad de Tarbiyat-e Modaress
- Facultad de Tecnología Sama de la Universidad Azad
- Universidad Rouzbehan

## Deportes
Hay muchos complejos deportivos en Sarí, pero la mayoría no tienen todas las instalaciones. Las más populares son: Complejo Deportivo Jahan-Pahlavan Takhti, que está situado en la calle de Farhang; Complejo Deportivo Hashemi-Nassab, que se encuentra situado junto a la carretera; y Complejo Deportivo Montazeri, que se encuentra en Shahband. Sarí tiene además el estadio de fútbol Mottaqi, pero se usa rara vez.
Sarí es el lugar de nacimiento de muchos luchadores y atletas, y fue el anfitrión de las Competiciones de la Copa Mundial de Lucha del año 2006. Tiene el Coliseo Seyyed Rasoul Hosseyni, que es conocido por todo Irán como un destacado lugar para la lucha. Los luchadores saravis abajo nombrados han ganado numerosos títulos mundiales y son conocidos internacionalmente:
- Alí Ramezan Kheder
- Alí Akbar Pirzadeh
- Alí Pahnekallaiee
- Asgari Mohammadian
- Majid Torkan
- Taghi Dadashi
- Morad Mohammadi

## Atracciones culturales

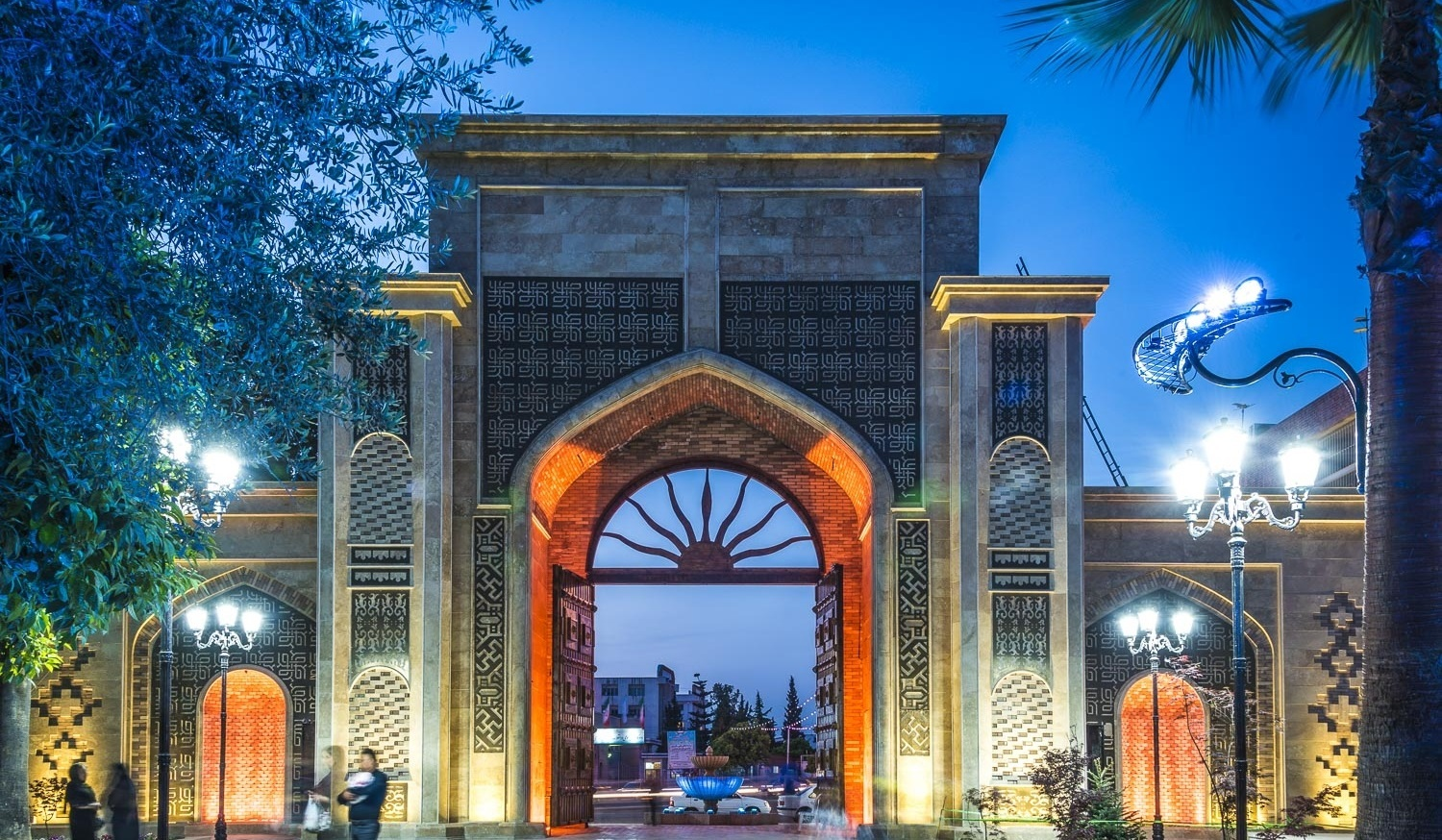
Parque Velayat (Bustán) de noche

Aunque Sarí es el lugar cultural más importante del norte de Irán, los terremotos y otras causas destruyeron la mayor parte de sus edificios culturales. Aun así, Sarí ha sido descrita como la Ciudad Safa. Destacan las Casas Famosas, como la Casa Kolbadi, lugares de interés arqueológico como la cueva de Hutto (70.º milenio a. C.), la cueva de Kamarband (70.º milenio a. C.); también la Torre Resket, de la época Karan y el Complejo Farrah-Abad, de la época safávida.

## Lugares religiosos

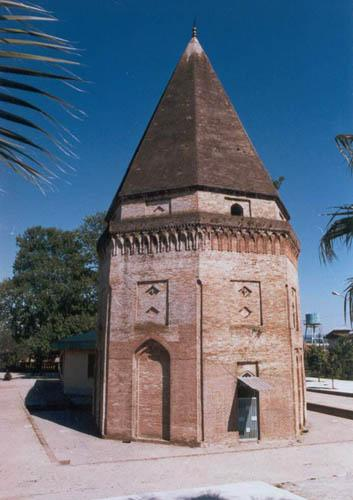
Tumba de Imamzadeh Abbas, unicada en la parte oriental de Sarí, Mazandarán.

- Emamzadeh Yahya (el hijo del Imán Moosá-e Jafar)
- Emamzadeh Abbas (el hijo del Imán Moosá-e Jafar)
- Emamzadeh Abdollah, Koula
- Mezquita de Masjed-e Jáme (construida antes de Islam por los zoroastrianos, donde están enterrados muchos de reyes y héroes importantes de Persia tales como Iraj, Touraj, Salam, Fereydun, Sohrab (hijo de Rostam) que Ferdousí recuerda en Shahnama)
- Mezquita de Emam-Sajjad (antes: Shah-Qazi, primero era escuela del Marqadeláoddolleh pero Rostam Shah Qazi la reconstruye en 1169 y la rebautizó como Shah-Qazi durante la época qaznaví)
- Mezquita de Haaj Mostafa Khan (Sourteci)
- Mezquita de Reza Khan (Hozeh Elmiyeh)
- Lugar de Molla-Majd-Addin
- Lugar de Shazdeh-Hossein
- Lugar de Pahneh-Kalla.